# Rubén Marcos
Héctor Rubén Marcos Peralta (* 6. Dezember 1942 in Osorno; † 14. August 2006 ebenda), auch bekannt unter dem Spitznamen El Siete Pulmones, war ein chilenischer Fußballspieler. Er spielte als offensiver Mittelfeldspieler für Universidad de Chile, CS Emelec und CD Palestino. Mit der Nationalmannschaft Chiles nahm Marcos an der Weltmeisterschaftsendrunde 1966 in England und am Campeonato Sudamericano 1967 teil.

## Vereinskarriere
Rubén Marcos kam aus der Jugend von Universidad de Chile in Santiago und spielte ab 1962 in der Primera División. Mit Universidad de Chile gewann er zwischen 1962 und 1969 fünfmal die chilenische Meisterschaft. Im Ballet Azul (dt. Blaues Ballett), wie Universidad de Chile aufgrund der erfolgreichen Spielweise genannt wurde, war Marcos einer der herausragenden Spieler und erzielte in 223 Ligaspielen 102 Tore. 1971 wechselte Marcos zu CS Emelec nach Ecuador, kam nach einem Jahr aber schon wieder zurück nach Chile. Bei CD Palestino spielte er dann bis zu seinem verletzungsbedingten Karriereende 1974.

## Nationalmannschaft
In der Nationalmannschaft Chiles kam Rubén Marcos erstmals am 23. März 1963 im Spiel gegen Uruguay in der Copa Juan Pinto Durán zum Einsatz. Bei der Fußball-Weltmeisterschaft 1966 in England schied er mit seinem Team als Gruppenletzter aus. Marcos erzielte beim 1:1 gegen Nordkorea und bei der 1:2-Niederlage gegen die Sowjetunion beide Turniertore für Chile. Beim Campeonato Sudamericano 1967 erreichte Marcos hinter Sieger Uruguay und Argentinien den dritten Platz und erzielte drei Tore für sein Team.

## Sonstiges
In den 90er Jahren war Marcos technischer Direktor, Interimstrainer und Präsident des Provincial Osorno. Am 14. August 2006 starb Marcos im Alter von 63 Jahren an einem Herzinfarkt. Ihm zu Ehren wurde das Stadion in seiner Geburtsstadt Osorno 2006 in Estadio Municipal Rubén Marcos Peralta, das 10.800 Zuschauer umfasst, umbenannt.

## Erfolge
- Chilenischer Meister (5): 1962, 1964, 1965, 1967, 1969
- Copa Francisco Candelori: 1969